# Pays-d'Enhaut (huyện)
Huyện Pays-d'Enhaut (tiếng Pháp: District du Pays-d'Enhaut, tiếng Đức: Bezirk Pays-d'Enhaut) là một huyện hành chính của Thụy Sĩ. Huyện này thuộc bang Vaud. Huyện Pays-d'Enhaut có diện tích 186 kilômét vuông, dân số theo thống kê của cục thống kê Thụy Sĩ năm 1999 là 4465 người. Trung tâm của huyện đóng ở Château-d'Oex. Mã của huyện là 2215.